# De Dietrich 45 CV
Der De Dietrich 45 CV ist ein Rennwagen aus den 1900er Jahren. Hersteller war die Société de Dietrich et Cie de Lunéville in Frankreich.

## Beschreibung
Das Modell wurde nur 1903 hergestellt und dann ohne direkten Nachfolger eingestellt. Im selben Jahr gab es auch den schwächeren 30 CV und den stärkeren Type R als Rennwagen.
Der Motor entstand nach einer Lizenz von Turcat-Méry. Er ist ein Vierzylinder-Reihenmotor mit automatischer Ventilsteuerung. Jeweils zwei Zylinder sind paarweise zusammengegossen. Jeweils 150 mm Bohrung und Hub ergeben 10.603 cm³ Hubraum. Der Motor war damals in Frankreich steuerlich mit 45 CV eingestuft.
Der Motor ist vorn längs im Fahrgestell eingebaut. Er treibt über Ketten die Hinterräder an. Die Bremse wirkt zeittypisch nur auf die Hinterachse.
Die Fahrzeuge waren als offene Phaeton für Fahrer und Mechaniker karossiert.

## Autorennen
Die Fahrer Charles Jarrott, René de Brou, Julius Beutler, Claude Loraine-Barrow, Phil Stead, Gras und Delaney starteten im Mai 1903 beim Rennen von Paris nach Madrid. De Brou, Beutler und Jarrott nahmen im Juni 1903 am Rennen Circuit des Ardennes teil. De Brou fuhr im Juli die Kilometerrennen beim Irish Automobile Club Cup und beim Daily Mail Cup sowie das Kilometer- und Meilenrennen beim Meeting d’Ostende. Alexandre Burton startete im Oktober 1903 beim Zehn-Kilometer-Rennen beim Meeting de Padoue und beim Kilometerrennen beim Padoue Sprint. Pierre Malgraive nahm im Februar 1904 am Kilometerrennen beim Coupe Sneden und im März 1904 am Kilometerrennen beim Coupe Sir Arthur teil. Canaul fuhr  im Januar 1905 beim Ormond Beach Meeting. Malglaive startete im März 1905 beim Kilometerrennen beim Coupe Sneden. Diese wiederholte er im März 1906 und im April 1908.